# Pays de Puisaye-Forterre
Pour les articles homonymes, voir Puisaye.
Le Pays de Puisaye-Forterre est un ancien pôle d'équilibre territorial et rural de Bourgogne-Franche-Comté créé par association de deux territoires, celui de Puisaye et celui de Forterre.
Toucy en est la ville d'appui. Le Pays de Puisaye-Forterre est dissous le 31 décembre 2016, la communauté de communes de Puisaye-Forterre créée le 1er janvier 2017 en reprend le périmètre.

## Géographie
- Treigny et Perreuse, deux communes du Pays de Puisaye-Forterre sont à la frontière géologique entre la Puisaye et la Forterre.

## Composition
Trois Communautés de communes et une commune nouvelle composent le pays de Puisaye-Forterre :
- communauté de communes Cœur de Puisaye ;
- communauté de communes Portes de Puisaye Forterre ;
- communauté de communes de Forterre - Val d'Yonne ;
- commune nouvelle de Charny Orée de Puisaye.

## Patrimoine
Le Train Touristique de Puisaye-Forterre relie le Four à poterie de Moutiers-la-Bâtisse (près de Moutiers-en-Puisaye) à Villiers-Saint-Benoit en passant par Toucy.

### Culture
- Chaque année, durant la deuxième quinzaine d'août, un festival de musique classique, les Estivales en Puisaye-Forterre, s'y déroule[4].
- Chaque année, le dernier vendredi et samedi de mai a lieu un festival de spectacles de rue : Taingy dans la Rue ! https://amispatrimoinetaingy.wordpress.com

### Sources
- « Atlas des paysages de l'Yonne Octobre 2008 »(Archive.org • Wikiwix • Archive.is • Google • Que faire ?)